# Anke Weidenkaff
Anke Weidenkaff (* 27. Dezember 1966 in Hannover) ist eine deutsch-schweizerische Chemikerin und Materialwissenschaftlerin. Seit 2018 ist sie Leiterin des Fachgebiets Werkstofftechnik und Ressourcenmanagement an der materialwissenschaftlichen Fakultät der Technischen Universität Darmstadt.

## Leben
Anke Weidenkaff studierte Chemie an der Universität Hamburg und promovierte 1999 an der ETH Zürich im Departement Chemie. 2006 erhielt sie an der Universität Augsburg die Venia Legendi für Festkörperchemie und Materialwissenschaften und wurde Abteilungsleiterin an der Empa sowie Professorin an der Universität Bern, Schweiz. Von 2013 bis 2018 war sie Direktorin des Instituts für Materialwissenschaft der Universität Stuttgart und leitete dort den Lehrstuhl für Chemische Materialsynthese. Von 2018 bis 2024 war Anke Weidenkaff Leiterin der Fraunhofer IWKS in Hanau und Alzenau. Anke Weidenkaff ist Professorin an der Technischen Universität Darmstadt für das Fachgebiet Werkstofftechnik und Ressourcenmanagement.
Von 2016 bis 2019 war sie Präsidentin der Europäischen Thermoelektrischen Gesellschaft (ETS), deren Vorstand sie seit 2007 angehörte. Sie ist seit 2012 gewähltes Vorstandsmitglied der European Materials Research Society (E-MRS). Sowohl 2013 als auch 2019 war sie Co-Vorsitzende der E-MRS-Frühjahrstagung und 2021 Vorstandsmitglied, Organisatorin und Sprecherin der E-MRS-Herbsttagung.
Von 2020 bis 2024 gehörte Anke Weidenkaff dem Wissenschaftlichen Beirat der Bundesregierung Globale Umweltveränderungen (WBGU) an. Im Jahr 2023 wurde Anke Weidenkaff als Mitglied der Sektion Technikwissenschaften in die Nationale Akademie der Wissenschaften Leopoldina aufgenommen und zum Mitglied der Deutschen Akademie der Technikwissenschaften (acatech) gewählt.

## Forschung
Die Hauptforschungs- und Fachgebiete von Anke Weidenkaff sind Materialwissenschaft und Ressourcenstrategien, einschließlich der Entwicklung, Synthesechemie und Charakterisierung von Substitutionsmaterialien für die Energieumwandlung und -speicherung. Aufbauend auf wissenschaftlichen Kenntnisse der Festkörperchemie konzentriert sich ihre derzeitige Arbeit auf die Materialwissenschaft und im Speziellen die Entwicklung von nachhaltigen Materialien und Prozesstechnologien der nächsten Generation für effiziente, geschlossene Materialkreisläufe. Anke Weidenkaff arbeitet mit ihrem Team aktuell an Technologien zur Produktion von (grünem) Wasserstoff inklusive photoelektrochemischer Wasserspaltung, der Herstellung von Carbon Nanotubes mittels Mikrowellen-Plasmasynthese zur Speicherung von Kohlenstoff sowie nachhaltigen Perowskitmaterialien. Darüber hinaus beschäftigt sie sich mit der Entwicklung von Thermoelektrika, Elektrokeramiken und keramischen Membranen. Sie forscht zudem an nachhaltigen Materialien und Recyclingtechnologien für Batterien und Brennstoffzellen. Ein weiterer Schwerpunkt ihrer Arbeit liegt auf der „Green ICT“, der Entwicklung von nachhaltigen Materialien und Prozessen für die Informations- und Kommunikationstechnologie.

## Gremien, Komitees, Sprecher- und Mitgliedschaften, Auszeichnungen, Editorentätigkeit (Auswahl)
- 2023: Mitglied der Deutschen Akademie der Technikwissenschaften (acatech)[4]
- 2023: Mitglied der Nationalen Akademie der Wissenschaften Leopoldina[5]
- 2022: Böer Award 2022[6]
- 2022: Vorstandsmitglied und Organisatorin des European Materials Research Society E-MRS Fall Meeting
- seit 2021: Mitglied des Lenkungskommittes des Forschungsfelds „Energy & Environment“ der TU Darmstadt
- seit 2021: Applied Physics Review (APR) Editorial Advisory Board
- seit 2021: Vorstandsmitglied der GDCh Fachgruppe Festkörperchemie und Materialwissenschaft
- 2021 Vorstandsmitglied, Organisatorin und Sprecherin des European Materials Research Society E-MRS Fall Meeting
- seit 2020: Vorstandsmitglied Materials Valley e.V.
- 2020–2024: Beirat im WBGU
- seit 2019: Kuratoriumsmitglied Fraunhofer Institut für Solare Energy Systeme (ISE)
- 2018–2020: Vizepräsidentin der GDCh Fachgruppe Festkörperchemie und Materialwissenschaft
- seit 2016: Mitglied und Sprecherin des Beirats Wissenschaft und Technologie der Nanosysteme (SNT) und der Karlsruhe Nano Mikro Facility (KNMF) (KIT), Helmholtz-Gemeinschaft, KIT, Helmholtz-Gemeinschaft
- 2016–2019: Präsidentin der Europäischen Thermoelektrischen Gesellschaft (ETS)
- 2014–2018: Mitglied der International Max Planck Research School for Condensed Matter Science IMPRS-CMS
- 2013–2014: Chefredakteurin und Mitglied des Redaktionsausschusses von „Energy Quarterly“. Mitglied des Beirats der MRS-Buchreihe über Energie und Nachhaltigkeit
- seit 2012: Vorstandsmitglied der European Materials Research Society (E-MRS)
- seit 2011: Kuratoriumsmitglied des Freiburger Materialforschungszentrum FMF
- seit 2011: Kuratoriumsmitglied GreenTEG GmbH, Zürich, Schweiz
- 2009–2014: Vorstandsmitglied, Nationales Kompetenzzentrum für Forschungsmaterialien mit neuartigen elektronischen Eigenschaften des Schweizerischen Nationalfonds
- 2008: Gastprofessorin an der Case Western Reserve University und Gastwissenschaftlerin am NASA Glenn Research Center, Cleveland, USA
- 2003: Gastprofessorin, Universität Caen, Frankreich und Gastwissenschaftlerin, Laboratorium CRISMAT, Caen, Frankreich